# Port lotniczy Rotuma
Port lotniczy Rotuma (IATA: RTA, ICAO: NFNR) – port lotniczy położony na wyspie Rotuma. Jest szóstym co do wielkości portem lotniczym na Fidżi.

## Linie lotnicze i połączenia
- Air Fiji (Suva)